# Греббин
Греббин (нем. Grebbin) — община в Германии, в земле Мекленбург-Передняя Померания.
Входит в состав района Людвигслуст-Пархим. Подчиняется управлению Пархимер Умланд. По состоянию на 31 декабря 2023 года население составляет 7 988 человек. Занимает площадь 354,72 км².